# Pirvance, Horohiv
Pirvance (în ucraineană Пірванче) este o comună în raionul Horohiv, regiunea Volînia, Ucraina, formată numai din satul de reședință.

## Demografie
Componența lingvistică a satului Pirvance
     Ucraineană (99,4%)
     Alte limbi (0,6%)
Conform recensământului din 2001, majoritatea populației satului Pirvance era vorbitoare de ucraineană (99,4%), existând în minoritate și vorbitori de alte limbi.